# History of Otis Redding
History of Otis Redding è la prima raccolta di Otis Redding (l'unica con il cantante ancora in vita), pubblicato dalla Stax Records nel dicembre del 1967.

## Tracce
Lato A
1. I've Been Loving You Too Long – 2:49 (Jerry Butler, Otis Redding)
2. Try a Little Tenderness – 3:20 (Harry Woods, Jimmy Campbell, Reginald Connelly)
3. These Arms of Mine – 2:30 (Otis Redding)
4. Pain in My Heart – 2:22 (Naomi Neville)
5. My Lover's Prayer – 3:00 (Otis Redding)
6. Fa-Fa-Fa-Fa-Fa (Sad Song) – 2:37 (Otis Redding, Steve Cropper)

Lato B
1. Respect – 2:06 (Otis Redding)
2. Satisfaction – 2:43 (Mick Jagger, Keith Richards)
3. Mr. Pitiful – 2:28 (Otis Redding, Steve Cropper)
4. Security – 2:30 (Otis Redding)
5. I Can't Turn You Loose – 2:35 (Otis Redding, William Robinson, Steve Cropper)
6. Shake – 2:35 (Sam Cooke)

## Formazione
- Otis Redding - voce
- Booker T. Jones - tastiera, pianoforte, organo
- Isaac Hayes - tastiera, pianoforte, organo
- Johnny Jenkins - chitarra (solo nel brano: A3)
- Steve Cropper - chitarra, pianoforte (solo nel brano: A3)
- Donald Dunn - basso
- Lewis Steinberg - basso (solo nel brano: A3)
- Al Jackson Jr. - batteria
- Wayne Jackson - tromba
- Gene Miller - tromba (solo nei brani: A1, B1, B2 e B6)
- Andrew Love - sassofono tenore
- Charles Packy Axton - sassofono tenore (solo nei brani: A3, A4, B3 e B4)
- Joe Arnold - sassofono tenore
- Floyd Newman - sassofono baritono